# Tamil Youth Organization
Tamil Youth Organisation (Abkürzung: TYO, Tamilisch: தமிழ் இளையோர் அமைப்பு) ist eine globale tamilische Jugendorganisation. In vielen Ländern wurde die Organisation im Jahr 2004 gegründet, nachdem der Tsunami in Sri Lanka Verwüstung angerichtet hatte. Gemäß TYO wurde sie mit dem Ziel gegründet, den tamilischen Jugendlichen eine bessere Zukunft und Zusammenhalt zu geben und beschäftigt sich auch mit den soziokulturellen Problemen der tamilischen Diaspora. Des Weiteren verfolgt die Organisation einen pro-tamilischen Kurs, in welchem die Unabhängigkeit des Tamil Eelam unterstützt wird.
Die Organisation ist in Großbritannien, Kanada, Australien, Deutschland, der Schweiz, Norwegen, Frankreich, Neuseeland und einigen weiteren Ländern tätig. Sie organisiert in diesen Ländern Veranstaltungen wie Fußballturniere, Tanzwettbewerbe (Akkinithandavam), Tamilische Kulturveranstaltungen, Informationsabende und so weiter. Sie hat während des Bürgerkriegs oft Demonstrationen organisiert, um die internationale Gemeinschaft auf die Situation in Sri Lanka aufmerksam zu machen und um die Unterdrückung der Tamilen zu beenden. So wurden in Genf durch TYO und in London mithilfe von anderen Organisationen große Demonstrationen veranstaltet, woran sich über 15.000 Tamilen in Genf und 100.000 in London beteiligten.
TYO UK hat zudem zu einem tamilischen Unabhängigkeitsreferendum in Großbritannien, das im Januar 2010 durchgeführt wurde, einen großen Beitrag geleistet. An diesem Referendum nahmen circa 65.000 Tamilen teil.